# حجرة نار

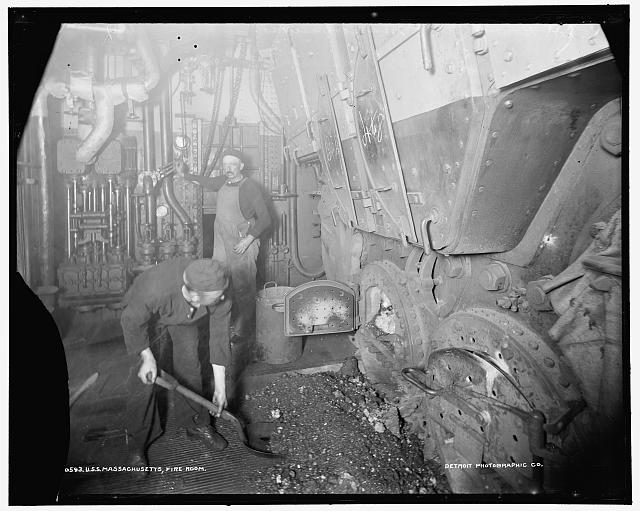
حجرة النار في بارجة

حجرة النار أو حجرة المرجل تشير إلى المكان في السفينة حيث يوجد المرجل أي المكان الذي تُغلى فيه الماء.